# Mercs
Mercs (戦場の狼 2, Senjou No Ookami II, Wolf of the Battlefield II) est un jeu vidéo d'action en 2D développé et édité par Capcom en mars 1990 sur système d'arcade CP System. Le jeu a été porté sur ZX Spectrum, Commodore 64, Amstrad CPC, Amiga, Atari ST, Master System, Mega Drive, PlayStation, Saturn, PlayStation 2, Xbox et PlayStation Portable,.
Mercs est la suite de Commando.

## Système de jeu
Il s'agit d'un jeu de tir en vue de dessus (de ¾) de type run and gun, jouable à trois simultanément (dans la version arcade). Le joueur incarne un soldat américain opposé à un groupuscule révolutionnaire qui a enlevé le président.

## Exploitation
Mercs a été commercialisé en mars 1990. Le jeu fonctionne sur le système CP System. Les portages ont été commercialisés en 1991. Sur console : Master System, Mega Drive, et les versions sur micro-ordinateurs ont été adaptées par Tiertex et édité par US Gold : ZX Spectrum, Commodore 64, Amstrad CPC, Amiga, Atari ST.
Le jeu a été réédité en 1998 sur PlayStation et Saturn dans les compilations Capcom Generations et 2005 sur PlayStation 2, Xbox et PlayStation Portable dans les Capcom Classics Collection.